# Idyllwild-Pine Cove
Idyllwild-Pine Cove es un lugar designado por el censo (en inglés, census-designated place, CDP) ubicado en el condado de Riverside, California, Estados Unidos. Según el censo de 2020, tiene una población de 4163 habitantes.

## Geografía
La localidad está ubicada en las coordenadas 33°44′39″N 116°43′50″O / 33.744209, -116.73069. Según la Oficina del Censo, tiene un área total de 35.57 km², de la cual 35.54 km² corresponden a tierra firme y 0.03 km² están cubiertos de agua.

## Demografía
Según la Oficina del Censo, en 2000 los ingresos medios de los hogares de la localidad eran de $35,625 y los ingresos medios de las familias eran de $48,520. Los hombres tenían ingresos medios por $36,734 frente a los $20,038 que percibían las mujeres. Los ingresos per cápita para la localidad eran de $23,443. Alrededor del 12.8% de la población estaba por debajo del umbral de pobreza.
De acuerdo con la estimación 2017-2021, los ingresos medios de los hogares de la localidad son de $73,006 y los ingresos medios de las familias son de $94,929.  Alrededor del 10.3% de la población está por debajo del umbral de pobreza.

## Eventos locales
En 2012, un perro golden retriever llamado Max fue elegido "Alcalde de Idyllwild" entre catorce perros y dos gatos como parte de un evento de recaudación de fondos realizado por y para la organización sin fines de lucro Idyllwild Animal Rescue Friends. El evento recaudó $31,000, de los cuales $20,000 fueron aportados por la propietaria del perro, de apellido Mueller. “Pensé que sería divertido que mi perro fuera alcalde”, dijo Mueller. “Se pidió a los electores que pagaran un dólar por voto y se alentó a comprar la elección”.
En 2013, el "alcalde Max" murió, Mueller eligió a otro golden retriever para completar el período y lo bautizó "Max II". Posteriormente, en un evento similar, fue "electo" "alcalde a perpetuidad". El alcalde Max II murió el 30 de julio de 2022. En diciembre se eligió a otro golden retriever para continuar con la publicidad de la organización de rescate de animales.

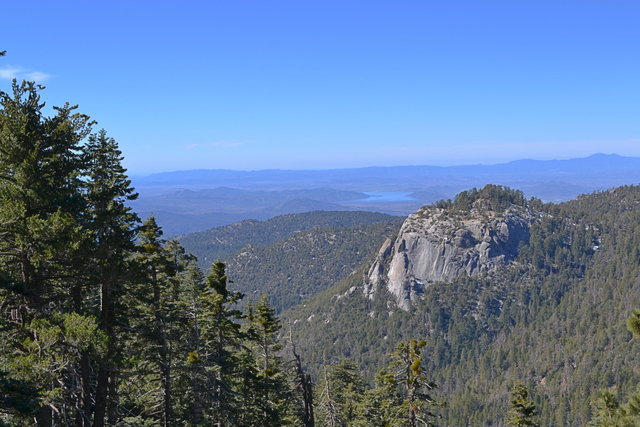
Suicide Rock